# João de Barros Correia
João de Barros Correia foi um administrador colonial português, o sétimo governador da capitania da Paraíba. Governou de 1605 a 1608 e sucedeu o segundo governo de André de Albuquerque.